# NGC 79
NGC 79 је елиптична галаксија у сазвежђу Андромеда која се налази на NGC листи објеката дубоког неба.
Деклинација објекта је + 22° 34' 2" а ректасцензија 0h 21m 2,8s. Привидна величина (магнитуда) објекта NGC 79 износи 14,0 а фотографска магнитуда 15,0. NGC 79 је још познат и под ознакама MCG 4-2-3, CGCG 479-3, NPM1G +22.0015, PGC 1340.